# Haplochromis simpsoni
Haplochromis simpsoni är en fiskart som beskrevs av Greenwood, 1965. Haplochromis simpsoni ingår i släktet Haplochromis och familjen Cichlidae. IUCN kategoriserar arten globalt som starkt hotad. Inga underarter finns listade i Catalogue of Life.